# Sandra Lawson
Pour les articles homonymes, voir Lawson.
Sandra Lawson est une rabbin qui est aumônière associée pour la vie juive à l'Université d'Elon. Elle est devenue la première rabbin femme, noire et ouvertement homosexuelle au monde en 2018,. Elle est vétéran, végane, sociologue, entraîneur personnel, activiste pour la sécurité alimentaire, haltérophile, écrivaine et musicienne.

## Biographie
Lawson est née à St. Louis dans le Missouri, et grandit dans une famille militaire. Sa famille est chrétienne non pratiquante. Lawson est diplômée magna cum laude de l'Université Saint Leo en Floride avec un diplôme en sociologie. Elle est également titulaire d'une maîtrise en sociologie de l'Université Clark en Géorgie.
En tant qu'étudiante, Lawson a fait son coming-out lesbien et s'enrôle dans l'armée américaine. Dans l'armée, elle a servi dans les services s'occupant des cas de maltraitances d'enfants et de violences domestiques.
Après avoir obtenu son diplôme universitaire et quitté l'armée, elle ouvre une entreprise de formation personnelle. Grâce à son client, le rabbin Joshua Lesser, elle découvre le judaïsme et tombe amoureuse de la synagogue de Lesser. Elle se convertit finalement au judaïsme.
Lawson continue à servir en tant que chercheur d'investigation pour l'Anti-Defamation League et plus tard commence l'école rabbinique au Reconstructionist Rabbinical College. Elle est la première afro-américaine et la première afro-américaine ouvertement lesbienne acceptée au Reconstructionist Rabbinical College, qui a lieu en 2011,. Elle est ordonnée rabbin en 2018 et embauchée par l'Université d'Elon cette année-là.
Lawson est reconnue pour ses efforts pour enseigner le judaïsme dans des endroits uniques. En tant qu'étudiante rabbinique, Lawson dirige un service du vendredi soir à Arnold's Way, un café végan et un magasin de santé près de Philadelphie,,. Elle est aussi reconnue pour ses efforts pour enseigner en utilisant les médias sociaux et les flux vidéos en direct. Lawson est décrite comme « la grande rabbin de Snapchat ».